# 国家秘密に係るスパイ行為等の防止に関する法律案
国家秘密に係るスパイ行為等の防止に関する法律案（こっかひみつにかかるスパイこういとうのぼうしにかんするほうりつあん）は、1985年6月、自由民主党所属議員が衆議院に議員立法として提出したスパイ行為を処罰する法律案。同年の第103回臨時国会で審議未了廃案となった。スパイ防止法案または国家秘密法案と略称される。
本法律案の廃案後も、令和時代に至るまで類似法案がしばしば議論の対象となっている。本記事ではそうした動向も記述する。

## 概要
法案は全14条及び附則により構成される。外交・防衛上の国家機密事項に対する公務員の守秘義務を定め、これを第三者に漏洩する行為の防止を目的とする。また、禁止ないし罰則の対象とされる行為は既遂行為だけでなく未遂行為や機密事項の探知・収集といった予備行為や過失（機密事項に関する書類等の紛失など）による漏洩も含まれる。最高刑は死刑または無期懲役（第4条）。

## 沿革

### アメリカによる立法要求と対米交渉
1957年に岸信介首相はアメリカのアイゼンハワー大統領とダレス国務長官らとの会談で、日本には「秘密保護法」の制定が必要だと要求された。これに対し、岸首相は「科学的研究はぜひやらねばならないし、アメリカの援助も得たい。秘密保護法についてはいずれ立法措置を講じたい」「日本側で自主的にやるべきことであるから、その話が(会談で)出たことが漏れないようにしたい」と回答した。首相在任中に岸は法整備の検討はしたものの、安保闘争で辞任することとなり、該当法案を提出しなかった。岸は新安保条約で日本防御義務を課しながらも、在任中に対米一辺倒の外交方針を見直し、英中印などとの関係強化を図るなど日本独自の外交を模索する姿勢を見せた。背景には過度なアメリカ依存に懸念を抱くようになったと考えられている。岸信介は、日米安保条約の改定を出発点として、将来的な自主防衛と憲法改正を視野に入れた長期的構想を描いていた。まず安保条約を改定し、その後、沖縄など南西諸島の施政権返還を通じて主権回復を進めることを目指した。次に、国内においては衆参両院で与党が3分の2の議席を確保し、憲法第9条の改正に向けた政治基盤を整える。その上で、日米安保条約を再改定し、形式的な片務性から脱却した「相互防衛」が可能な体制を構築することを構想していた。

### 国会での論議・国際勝共連合の乗り出しと失敗
1978年10月2日、衆議院予算委員会で有事立法の論議が行われた際、日本社会党の石橋政嗣が、機密保護法（秘密保護法）の必要性を説いた源田実の発言を引用し、福田赳夫首相に「有事法制に機密保護法は必要か」と質問した。福田は「ただいまのところは、その問題を検討の対象にする考えはありません」と答弁した。石橋はこれに対し「ただいまのところはない、やがてやるということですか」とコメントした。 参院予算委員会で福田赳夫首相は「スパイ天国と言われる状態を放置しておいていいのかどうか」と述べ、将来はスパイ防止法が必要との認識を示した。10月9日、参議院予算委員会で日本共産党の山中郁子が10月2日の答弁を踏まえ、福田に「機密保護法は将来考えることがあると、こういうことですか」と質問すると、福田は「そのとおりでございます」と答弁した。福田は山中から「機密保護法は明らかに言論統制、報道規制に及ぶものであり、防衛庁の統一見解である『言論報道規制などは考えていない』ということと矛盾するのではないか」と批判を浴びた。この福田の答弁をきっかけに、機密保護法制定に乗り出したのが統一教会（現・世界平和統一家庭連合）とその関連団体の国際勝共連合だった。
旧統一教会とは、文鮮明が日本での布教にあたり、朴正熙大統領への接近にも利用した反共理念を再利用をした。「用日」の考え方を持ち、日本に狙いを定め、同じく反共親米を掲げていた岸信介政権に接近し、多くの在日韓国人も統一教会に呼応していた。背景には、戦後の日本と朴正煕政権以降の韓国では「日韓関係を重視することを前提に、自由主義陣営の盟主としてのアメリカを強く支持し、共産主義を敵対視する」という思想構図が形成されていたことにある。旧統一教会は、反共親米路線を明確に掲げることで、日本国内の保守層、特に保守的学生層を一気に取り込むことに成功した。国際勝共連合は機関誌『世界思想』12月号に「機密保護法の研究」と題した特集を掲載。11月10日には関連出版社の世界日報社が『世界の機密保護法』を出版した（編者は奥原唯弘）。そして同年、勝共連合は「スパイ防止法制定3000万人署名国民運動」なる活動を開始した。それからのちも勝共連合は機関誌で「ソ連の間接侵略を阻止するために不可欠」「スパイ防止法反対運動はソ連による間接侵略のあらわれ」と主張した。
1979年2月27日、国際勝共連合と自民党の国防関係国会議員が中心となり、「スパイ防止法制定促進国民会議」が設立された。勝共連合は同団体に1億6000万円を寄付した。同年6月、スパイ防止法制定促進国民会議は『機密保護法の研究』を出版した。ただし、当時世論はついてこず、盛りがらなかった。日本の親米派は冷戦期に国内外の共産主義勢力への対処のために「日韓協力体制」を優先し、韓国政府や統一教会との「日本(人)に対する認識」という差異部分を黙認した。

### 宮永スパイ事件の判決による世論変化と初の立案
1980年1月、ソ連軍の情報機関であるGRUの諜報活動によって宮永幸久元自衛隊陸将補が防衛庁の秘密文書を漏洩する事件が発生した。しかし、ソ連側の諜報員であったユーリー・N・コズロフ大佐には外交特権があり身柄を拘束できないまま帰国を許し、宮永とその部下が裁かれたのも秘密資料12点をソ連武官に渡したことによる自衛隊法第59条（守秘義務）違反（持ち出してはいけない秘密文書を勝手に持ち出した罪）であり、防衛上の機密を他国に利用させることで日本国民の生命財産を（公務員が国民を危険に晒した罪）であった。
しかし、翌1980年に起きた宮永スパイ事件で問われた罪が「自衛隊法の守秘義務違反」による懲役1年だけだったことを受けて、スパイ防止法の制定の機運が高まった。そして、地方議会での推進意見書可決も相次いだ。当時の与党であった自民党はこの事件を直接のきっかけとしてスパイ防止法制定の準備に入った。1980年5月に自民党安全保障調査特別委員会はスパイ防止法の「第一次案」を発表した。第1条の目的条項は、「この法律は、外国に通報することを目的とする防衛秘密の探知、収集等のスパイ行為を防止し、併せて防衛秘密を取り扱うことを業務とする者の防衛秘密の漏せつを防止することにより、我が国の安全に資することを目的とする」と定めている。同委員会は1982年7月に第二次案を発表し、1984年8月6日には第三次案を発表している。

### 国会への法案の初提出と廃案
1984年11月1日、第2次中曽根内閣 (第1次改造)が発足する。
1985年3月20日、自民党国防三部会（国防部会・安全保障調査会・基地対策特別部会）が第三次案を若干修正し、同年4月11日、同党政務調査会で法案として確定した。
しかし本法案が一般国民の権利制限に直結する法律であることや報道の自由が侵害されることに対する懸念から、大多数のマスメディアが反対に回った。そのため、政府は内閣法案（内閣法第5条に基づき、首相が内閣を代表して国会に提出する法律案）として提出することを断念したものの、1985年5月28日、 自民党総務会が議員立法による「国家秘密に係るスパイ行為等の防止に関する法律案」の国会提出を決定し、第102回通常国会の閉会を間近に控えた同年6月6日に伊藤宗一郎ら10名が衆議院に法案を提出した。
これに対し、当時の国政野党（日本社会党・公明党・民社党・日本共産党・社会民主連合他）は断固反対を主張した。
また自民党は当時所属議員が衆議院に250名、参議院に137名の合計387名が所属していたが、その内12人が「わが国が自由と民主主義にもとづく国家体制を前提とする限り、国政に関する情報は主権者たる国民に対し基本的に開かれていなければならない」と法案制定へ反対すると述べた。内訳として、2013年でも在職または引退時に自民党籍である谷垣禎一・大島理森、村上誠一郎、太田誠一、杉浦正建、谷津義男の6名、後に自民党を離党する熊谷弘、熊川次男、白川勝彦、鳩山由紀夫、石井一二、佐藤栄佐久ら6名である。そして、秘密保護法成立時点でも大森・谷垣・村上の3名のみ現職議員だったが、村上以外は同法案には賛成している。 
1985年6月15日、中曽根康弘首相は参議院決算委員会で、社会・共産両党議員の質問に対し「日本はスパイ天国であり、スパイ防止の必要性を痛感するに至った。問題は国民の知る権利や報道の自由とどう調和させるかにある」と答弁した。
法案は、継続審議案件としては異例の記名投票によって、自民党、新自由クラブなどの賛成多数で継続審議となり、1985年10月14日に招集された第103回臨時国会でも審議されたが、同年12月20日に衆議院内閣委員会理事会は法案を審議未了のまま廃案とすることを決定した。

## 廃案後の動向

### 法案修正
1985年12月28日、第2次中曽根内閣 (第2次改造)が発足する。その翌日の記者会見において、中曽根首相は法案について「外交、防衛など国の重要秘密を守る法律は必要であり、改革案を作って再提出する」とした。
首相の意向と法案反対派の存在を受け、自民党は1986年2月に「スパイ防止法制定に関する特別委員会」を党内に発足させて法案の見直しを進めた。法案名称の「国家秘密」を「防衛秘密」に言い換え、最高刑を死刑から無期懲役に引き下げるなどの修正案をまとめた。しかし、同年5月の自民党総務会では修正案を討議せず、国会への修正案提出を見送るとともに、今後の法案の扱いを政調会長に一任した。

### 自民党大勝とスパイ防止法案提出見送り
1986年7月6日の第38回衆議院議員総選挙と第14回参議院議員通常選挙で両院で自民党が勝利。スパイ防止法反対派は選挙結果を背景に自民党は法案を国会に提出し、成立させてしまうだろうと危惧した。しかし、予想に反し、同年12月18日に自民党政調会長の伊東正義は国会への法案提出を見送ることを表明した。

### 自衛隊法改正・個人情報保護法関連五法
約15年後である2001年に自衛隊法が改正されて、従来の第59条における「秘密を守る義務」規定に加え第96条の2に「防衛秘密」規定が新設され、廃案となったスパイ防止法案の一部と同趣旨の規定が盛り込まれた。2003年5月に個人情報保護法関連五法が成立。2007年2月には航空自衛隊の一佐が読売新聞記者に機密情報を漏洩し、この規定に違反したとして警務隊が事情聴取や家宅捜索を行ったと報じられている。

### 民主党への政権交代
2008年に結成された改革クラブ（現・新党改革）が公約としてスパイ防止法の成立を掲げていた。同党は2009年の民主党の政権交代にて、連立与党入りした。

#### 野田内閣
2011年10月、民主党政権の野田内閣が「秘密保全法制」を提案した。2012年1月野田佳彦首相は法務省を含めた政府内で検討中という状況とし、「その推移を見守っていきたいというふうに思います」と述べた。

### 自民党の政権奪還

#### 安倍内閣
2013年の第185回国会で「特定秘密の保護に関する法律案」（特定秘密保護法案）が第2次安倍内閣によって提出され、同年12月6日に成立した。しかし、スパイ防止法と比較すると機密を盗まれる前に特定秘密指定していなかった場合には適用することができず、最長でも10年以下の懲役とスパイ行為に対する諸外国が死刑や無期懲役としていることと比較すると非常に軽い量刑となっている。

#### 岸田内閣
2023年6月12日、自民党政調会長の高市早苗はフジテレビ系の『日曜報道 THE PRIME』に生出演した際、「経済安全保障推進法にスパイ防止法に近い物を入れ込んで行くことが大事だ」と強調した。同年7月2日、自民党外交部会長代理の松川るいは同番組に生出演した際、「スパイ防止法は必要だ」と発言した。
同年8月10日に第2次岸田第1次改造内閣が発足。岸田文雄首相は経済安全保障担当大臣に高市を任命した。2024年5月10日に経済秘密保護法案（重要経済安保情報の保護及び活用に関する法律案）を参院本会議の採択で可決し、同法案は成立した。

#### 石破内閣
2025年5月27日、自民党治安・テロ・サイバー犯罪対策調査会会長に就任した高市早苗が官邸で石破茂首相と面会し、スパイ防止法の制定を求める提言を渡した。同年6月12日、岩屋毅外相は参院外交防衛委員会でスパイ防止法制定について国民の基本的人権を念頭に慎重な姿勢を示した。
同年7月22日、参政党の神谷宗幣代表は秋の臨時国会に「スパイ防止法案」の提出を目指す考えを表明した。同月に行われた第27回参院選では、スパイ防止法も焦点の一つとなり、自民党や参政党のほか、国民民主党や日本維新の会、日本保守党もスパイ防止法の制定を目指している 。
同年8月15日、政府はれいわ新選組代表の山本太郎の質問主意書に対する回答として、「『各国の諜報活動が非常にしやすいスパイ天国であり、スパイ活動は事実上野放しで抑止力が全くない国家である』とは考えていない」とする答弁書を閣議決定した。政府は我が国が“スパイ天国”では無い理由として、取り締まりの徹底などを挙げているが、過去には日本維新の会の青柳仁士衆院議員や松沢成文参院議員から日本国内におけるスパイ行為の容易さや、スパイ行為に対する抑止力の無さを懸念する声が挙がっている。

## 賛否

### 賛成派・容認派

#### 警察庁・国家公安委員会
2012年5月31日の国家公安委員会委員長記者会見にて、「日本にスパイ防止法のようなものがなくて、日本国内でスパイ活動がしやすいのではないか」との記者の質問に対し、当時の国家公安委員長松原仁は「アメリカ、フランス、イギリス、ドイツ、韓国、中国などの諸外国では、いわゆるスパイ行為を取り締まるための関係法令が少なからず整備されているものと承知しておりますが、我が国には、係る行為を直接取り締まる一般法規はありません。警察では、いわゆるスパイ防止法のない中、他のあらゆる法令を駆使して、違法なスパイ行為の取締りに当たっている」のが現状であり、「スパイ行為に係る法制の整備は、我が国の国益を守る上で重要な課題」として「国民の十分な理解が得られることが望ましく、広く国会等の場で議論されることが必要」と答えている。

#### 日本政府・内閣安全保障室長
佐々淳行初代内閣安全保障室長は精一杯スパイを摘発し、逮捕・起訴してもスパイ防止法が無いために本来は「国家に対する重大犯罪であるスパイ活動など」が、執行猶予付の懲役1年の罪になり、裁判終了後には堂々と出国される実態を述べている。他の国にはある『スパイ防止法』がないため、出入国管理法、外国為替管理法、旅券法、外国人登録法など刑の軽い特別法や一般刑法での起訴となり、野放し状態となっている。旧ソ連KGBのスタニスラフ・レフチェンコ少佐（日本経由でアメリカへ亡命）は「日本はKGBにとって、もっとも活動しやすい国だった」、元北朝鮮工作員（韓国に亡命）は「昔から北朝鮮の工作員は日本に潜入し、在日朝鮮人をスパイに仕立て上げ、日本から多くの情報を吸い上げ、軍事強化に活用してきた。そして、今もスパイ活動は継続されている」と証言している。

#### 統一教会・国際勝共連合

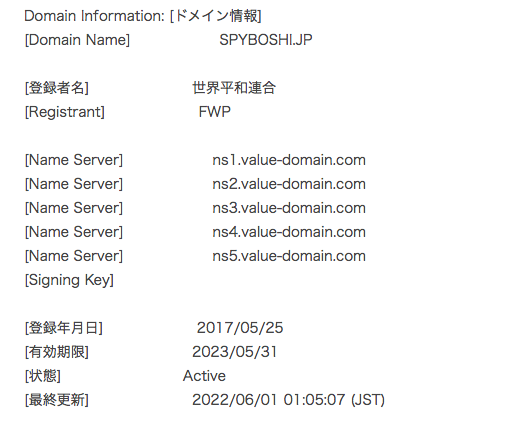
世界平和連合が公開している「スパイ防止法制定促進国民会議」による『「スパイ防止法」制定促進サイト』のドメイン情報

統一教会（現・世界平和統一家庭連合）は日本で布教拡大のため、戦前の学生時代に日本生活経験のある文鮮明は日本に詳しく、朴正熙大統領に対しても用いた「反共親米路線」「反共理念」で用日姿勢をとってきた。反共を掲げる前の統一教会は1958年から日本で布教を開始したものの「宗教的な布教」だけでは勢力拡大に限界があることを悟った。そのため、親米反共を掲げる「政治的な布教」と呼べる布教方法を用いることによって、同じく反共親米である岸信介政権(1957-1960)への接近に成功した。当時統一教会は反共保守を掲げることで日本の保守層だけでなく、反共親米の在日韓国人も取り込んでいる。在日韓国人らも、アメリカを「自由主義陣営の盟主」と強く支持し、共産主義を敵対視するという思想構のため、旧統一教会が掲げる親米反共姿勢に共鳴したからであった。そのため、宇山卓栄によると在日韓国人は反共保守・自民党支持者が多いとされる。1964年には日本で宗教法人の認証を受けた。
現在においても、「スパイ防止法制定促進国民会議」により公開されている『「スパイ防止法」制定促進サイト』は統一教会の関連団体である世界平和連合が公開しているものである。
1968年1月、統一教会は「共産主義に勝つ」を名称をつけた国内外で政治工作する団体「国際勝共連合」を韓国で設立し、同年4月には日本でも設立した。同団体を「政治的な布教」の拠点とした。国際勝共連合は本法案に賛成の立場を取っており、前述のとおり1978年から推進運動に関与した。
1979年2月27日、国際勝共連合と自民党の国防関係国会議員が中心となり、「スパイ防止法制定促進国民会議」が設立された。政治資金収支報告書によれば国際勝共連合は1億6000万円を出資。1988年には4386万円を拠出した（会議総収入の63％）。自民党は国際勝共連合を実働部隊とし、神社本庁、生長の家、自衛隊の関連団体（日本郷友連名、防衛協会、隊友会など）のバックアップのもとに、地方レベルから積み上げていくという草の根運動を起こした。各県に県民会議、さらに市町村にそれぞれ母体をつくり、地方自治体へスパイ防止法実現のための要望、決議を行う戦略をとった。岸信介もこの運動に大きく関わった。
1980年4月2日、自民党は第一次案を発表。そして1982年7月2日に第二次案を発表した。後者は一次案に増して防衛秘密の枠が広く、単純漏せつ罪を新設して市民にも適用することにしたから一挙に政治問題化した。これに力を得て国民会議は活発化。1982年9月末には1400の地方議会が早期法制化を求める意見書を採択した。
1984年4月18日、自民党・民社党の議員と保守系財界人らが「スパイ防止法のための法律制定促進議員・有識者懇談会」を設立。岸信介が会長に就任し、参議院議員の堀江正夫が事務局長に就任した。同年8月6日、自民党は第三次案を発表し、防衛だけでなく外交秘密も対象とした。12月末までに「スパイ防止法制定の意見書」決議を行った県議会は27、市議会1122、町議会983、村議会366、合計2498に達した。1985年後半から反対運動も活発化し、地方議会での反対決議も増えた。

#### アメリカ政府
アメリカ亡命後にユーリー・ラストヴォロフは記者会見を開き、1950年までにソ連のエージェント誓約した日本人が約500名におよび、その他の情報提供者まで含めた在日本ソ連エージェントは8000人を超えているという日本におけるソ連の情報収集活動の実態を暴露した。このラストボロフ事件発生直後の1954年3月、日本と相互防衛援助協定など4つから構成される「MSA協定」を締結した。アメリカ政府は日本へ防衛力の強化を求め、日本国内ではMSA協定に伴う機密保護法制定の是非が論議された。「戦後政治裁判史録2」にてラストボロフ事件に関して「亡命に端を発したこの国際スパイ事件を契機として、国家機密を守るための機密保護法を制定する動きも出た」と記している。
軍事力を強める中国に対抗するため、アメリカ合衆国は日本が強い政府となることを望んでいる。そのために特定秘密保護法、憲法改正による9条改正に賛成表明している。そして、日本のファイブアイズ入りも目指しているアメリカは、日本がスパイ取締り自体を主目的としたスパイ防止法を制定することについても賛成している。

#### ファイブアイズ（米英豪新加政府）
日本は2022年時点で機密情報共有枠組み「ファイブアイズ」構成5カ国と各個別の形で連携を強化しており、米国、英国、オーストラリアとは安全保障関連機密情報交換協定を締結し、ニュージーランド、カナダとは同様の協定締結交渉開始を約束した。ファイブアイズとしても、日本参加（シックスアイズ化）への期待の声が出ているがスパイ防止法制定を求めている。
イギリスのボリス・ジョンソン首相は2020年9月に日本のファイブ・アイズ参加要望は「自分たち（英国）のアイデアだ」と述べ、日本のファイブアイズへの参加は「（日英関係を）さらに発展させるための非常に生産的な方法になるかもしれない」と明かした。
テンプル大学ジャパンキャンパスのジェームズ・ブラウンはアメリカ合衆国などファイブアイズ側が望んでいるのに、日本をファイブアイズへ加入出来ていない障害となっているとして、「日本はスパイ活動への防御力が低いから」と指摘している。日本も「シックスス・アイ」となることを希望するなら、日本の機密情報保持の文化と能力に大幅な変更だけでなく、スパイ防止法制定も欠かせないと述べている。

#### 国際ジャーナリスト・評論家・研究者
中国人の元留学生によるJAXAへのサイバー攻撃事件が発覚し、「レンタルサーバーを偽名などで契約した」罪として中国共産党員の30代男が書類送検されたが、既に帰国していた。男は「国に貢献しなさいと（中国人民解放）軍の関係者から迫られた」と明かしている。事件を受けて、サイバー安全保障に知見のある国際ジャーナリストの山田敏弘は、「スパイということで摘発ができないため、窃盗罪や不正競争防止法の違反とかという形でしか逮捕ができない」ことを指摘し、スパイ防止法という形で日本の安全保障に対する脅威を摘発できるような体制は作っていかなくてはいけないと述べている。
台湾の評論家・経済史研究者である黄文雄は対中国のためにスパイ防止法制定が必要だとを述べている。

#### 企業
ロイターが2025年7月30日から8月8日にかけて資本金10億円以上の企業を対象に行った調査において241社が回答し、6割の企業が現在の法制度では機密情報や技術の漏洩を防げないと答え、スパイ防止法については「早急に検討すべき」「慎重に検討すべき」と答えた企業は共に42%で8割以上に上った。

### 反対派

#### 日弁連
日弁連は1985年10月19日に反対声明を決議している。　

#### 総評・日本社会党など
総評と日本社会党などの革新政党がスパイ防止法への反対行動を起こしている。

## 関連法律
政府情報の守秘義務に関する法律には、以下のものがある。
- 国家公務員法（昭和22年10月21日法律第120号）
- 地方税法（昭和25年7月31日法律第226号）
- 地方公務員法（昭和25年12月13日法律第261号）
- 裁判所職員臨時措置法（昭和26年12月6日法律第299号）
- 外務公務員法（昭和27年3月31日法律第41号）
- 日本国とアメリカ合衆国との間の相互協力及び安全保障条約第六条に基づく施設及び区域並びに日本国における合衆国軍隊の地位に関する協定の実施に伴う刑事特別法（昭和27年5月7日法律第138号）
- 自衛隊法（昭和29年法律第165号）
- 日米相互防衛援助協定等に伴う秘密保護法（昭和29年法律第166号）
- 国税通則法（昭和37年4月2日法律第66号）
- 特定秘密の保護に関する法律（平成25年12月13日法律第108号）

現在の日本の法律では、国家公務員法、地方公務員法、裁判所職員臨時措置法、外務公務員法、自衛隊法の守秘義務（「秘密を守る義務」）規定で、それぞれ一般職国家公務員、一般職地方公務員、裁判所職員、外交官、自衛隊員を対象とする情報漏洩防止に違反した者に対して刑事罰が規定されている。また、上述のとおり、自衛隊法第96条の2において「防衛秘密」に関する規定が定められ、防衛大臣が「防衛秘密」を指定するものとしている。さらに同法第122条においては、防衛秘密を取り扱うことを業務とする者（業務としなくなった後も同様）を対象として、漏洩の既遂、未遂及び過失犯について、罰則を設けている。また、税務職員についても、一部の税について税務調査事務又は税務徴収事務で知ることのできた事実について情報漏洩防止に違反した者に対して、刑事罰が規定されている。この漏洩罪は、共謀、教唆又は煽動についても罰せられ、さらに、刑法（明治40年法律第45号）第3条の例により、日本国民の国外犯も罰せられる。
だが、これらの法律は日米相互防衛援助協定等に伴う秘密保護法と日本国とアメリカ合衆国との間の相互協力及び安全保障条約第六条に基づく施設及び区域並びに日本国における合衆国軍隊の地位に関する協定の実施に伴う刑事特別法を除いて、機密情報を漏洩する公務員の存在を前提としたものであるため、公務員が機密情報を漏洩しない形でのスパイ活動を規制したものではない。また裁判所職員、外交官、自衛隊員を除く特別職公務員（公職政治家、国務大臣、副大臣等、国会議員公設秘書、副首長等）の機密情報漏洩について秘密保護法における「特別防衛秘密」と刑事特別法の「合衆国軍隊の機密」を除き刑事罰規定はない。

### その他
スパイ活動に関連するその他の法律には以下のものがある。
- 窃盗罪（他者の書類や記録媒体といった物の持ち出しおよびコピーの処罰）
- 住居侵入罪（断りなく他者の住居施設への侵入を処罰）
- 電気通信事業法（有線通信の盗聴を処罰）
- 有線電気通信法（有線通信の盗聴を処罰）
- 電波法（違法な周波数や違法な電波出力の盗聴器使用、無線局免許を受けていない無線機器の使用を処罰。ただし外交関係に関するウィーン条約に基づき駐日大使館・領事館が、また日米地位協定に基づき在日米軍が使用する無線設備を除く）
- 不正アクセス行為の禁止等に関する法律（クラッキングを処罰）
- 外国為替及び外国貿易法（安全保障に関わる物品や情報の許可なき国際取引を処罰）
- 不正競争防止法（営業秘密の無断コピーや外部流出を処罰）
- 日本国とアメリカ合衆国との間の相互協力及び安全保障条約第六条に基づく施設及び区域並びに日本国における合衆国軍隊の地位に関する協定の実施に伴う刑事特別法、軍事情報包括保護協定、日米相互防衛援助協定等に伴う秘密保護法（アメリカまたは日本の安全を害すべき用途に供する目的を持つまたは不当な方法で在日米軍関連の情報を収集することを処罰）

## 備考
- 本案が審議された当時、日本国内における、外国による諜報活動・間接侵略（シャープパワー）が暴露されたレフチェンコ事件などの動きがあった。現在、日本では本法のような、スパイ活動そのものを取り締まる法律が存在しないため、防衛秘密の漏洩を含むスパイ活動事件を取り締まることができない実情がある。制定賛成派はこの現状を「スパイ天国」と揶揄することがある（この言葉自体は時の首相・中曽根康弘も用いている）。その後も、対日有害活動を含む国際的な諜報活動に関する詳細を記したソ連のミトロヒン文書[62]が公開されたりほか、日経新聞記者北朝鮮拘束事件の際にも公的機関からの北朝鮮への情報漏洩が発覚している[63]。
- スパイが大使館の書記官や駐在武官、つまり外交特権保持者の際にどの国でも可能なのは早期に摘発し、ペルソナ・ノン・グラータ通告で国外退去処分させることである。本来は外交特権持ちのスパイの対処方法とは早期発覚で国外退去させるだけだが[64][65]、ロシアは2022年に「スパイ」と見なした日本人外交特権保持者をペルソナ・ノン・グラータ通告前に目隠し拘束・個室連行・尋問したことで外交問題になったことがある[66][67][68]。ロシアはソ連時代以後も日本でスパイ活動を続けてきたことから、国際ジャーナリスト山田敏弘から特大ブーメランだと批判がされている[69]。外交特権保持者が派遣先国からのペルソナ・ノン・グラータ通告後の期限内に退去しなかった際には外交特権剥奪となり、逮捕されるので、派遣国は当該人物を国内に呼び戻す[70]。ソ連など旧共産国では、駐在武官のポストが軍諜報部門の「指定席」となっている[71]。戦後の日本でソ連初のスパイ検挙は、大使館付き武官ハビノフ陸軍中佐（ソ連陸軍参謀本部中央情報部）によるモノだった[72]。冷戦終結後も外交特権保持者が日本現地でのスパイ活動の指揮や関与をしているケースの摘発が公表されている[73]。日本の防衛省の2006年「部外者からの不自然な働き掛けへの対応要領」では日本の国会議員や他省庁の職員が「部外者」となる一方、米国政府の職員のみ「部外者」から除外されていることへの批判がある[74]。
- スパイの逮捕に成功した場合さえも、他の国にはある『スパイ防止法』が日本には無いために、本来は国家に対する重大犯罪であるスパイ行為を、出入国管理法、外国為替管理法、旅券法、外国人登録法を違反した罪で起訴している。これらはほとんど執行猶予付く懲役1年の罪など軽い刑罰しか与えられていない[41]。